# Cantone di Betz
Il Cantone di Betz era una divisione amministrativa dell'arrondissement di Senlis.
È stato soppresso a seguito della riforma complessiva dei cantoni del 2014, che è entrata in vigore con le elezioni dipartimentali del 2015.
Comprendeva i comuni di:
- Acy-en-Multien
- Antilly
- Autheuil-en-Valois
- Bargny
- Betz
- Bouillancy
- Boullarre
- Boursonne
- Brégy
- Cuvergnon
- Étavigny
- Gondreville
- Ivors
- Lévignen
- Mareuil-sur-Ourcq
- Marolles
- Neufchelles
- Ormoy-le-Davien
- Réez-Fosse-Martin
- Rosoy-en-Multien
- Rouvres-en-Multien
- Thury-en-Valois
- Varinfroy
- La Villeneuve-sous-Thury
- Villers-Saint-Genest